# Hayen
Hayen est un hameau de la commune belge de Sprimont situé en Région wallonne dans la province de Liège.
Ce hameau faisait partie de l'ancienne commune de Dolembreux. 

## Situation
Hayen se trouve sur un site de promontoire à la lisière du bois et au sommet du versant sud du ruisseau de Gobry entre les villages de Méry et de Dolembreux.
À l'est du hameau, le petit ruisseau du Rothy se perd dans le chantoir du Trou du Renard (altitude 198 m) avant de réapparaître quelques centaines de mètres plus loin dans un vallon rejoignant le ruisseau de Gobry.

## Description
Le noyau ancien de ce hameau est composé de plusieurs maisons et fermettes construites principalement en moellons de calcaire du Condroz donnant à la localité une belle unité de ton.
À côté du hameau, le site paysager du Trixhe Nollet a été classé par un arrêté de la Région Wallonne du 19 août 1998 en raison de l’intérêt géologique, scientifique et historique dû à la présence de gisements de minerai de fer.